# Las Agnas

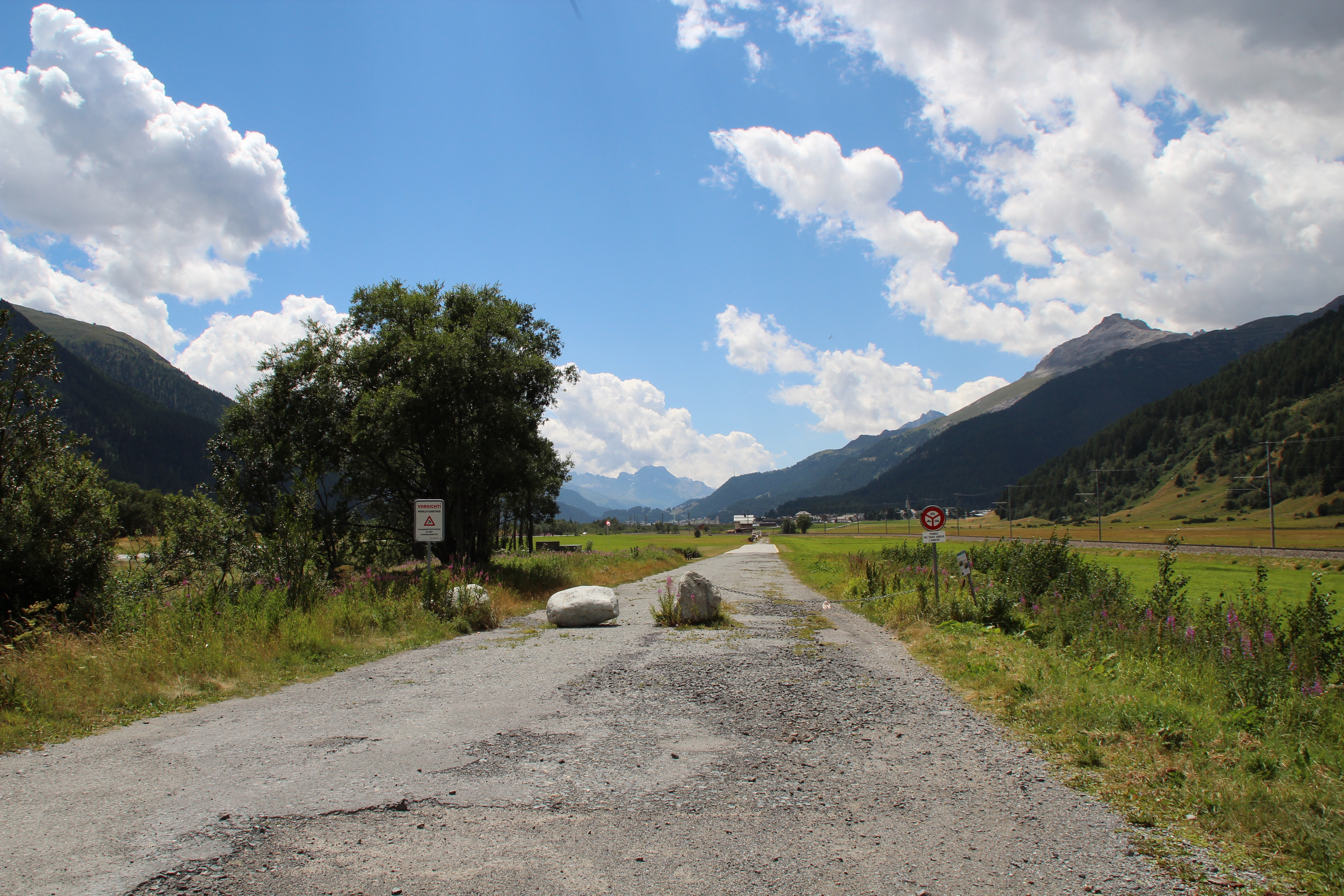
Bei Las Agnas, Blick talaufwärts

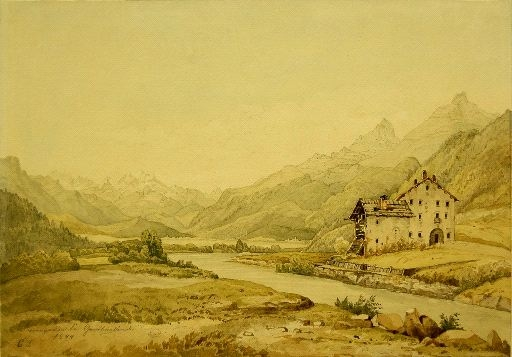
Las Agnas auf einem Aquarell von 1844

Las Agnas ([lɐsˈaɲɐs]ⓘ, rätoromanisch im Idiom Puter für «die Erlen» und sodann, weil diese im Oberengadin nur auf dem Talboden in Nähe des Inns wachsen, «der Auenwald») ist eine ehemalige Siedlung zwischen Bever und La Punt.

## Lage
Der Ort lag unmittelbar bei der Funtauna Merla, der alten felsförmigen Grenzmarkierung der beiden Oberengadiner Gerichtsgemeinden.

## Geschichte
1462 ersturkundlich als allas Agnas (dt. «die Au») als landwirtschaftliches Gut mit Wirtschaft (hostaria) erwähnt, geführt von einem Petrus de Las Aignias.
Ulrich Campell schreibt in seiner Topographischen Beschreibung von 1573 zu Las Agnas: «Wer das Engadin bereist, stösst nicht weit jenseits von Bever an der Landstrasse auf ein Gasthaus, wo die Durchreisenden, insbesondere jene mit Saumtieren, ihre Güter – vor allem Salz aus Hall in Tirol und über den Bernina geführten Wein aus dem Veltlin – einlagern. Hier, an einem Ort, der für alle gleichermassen günstig gelegen ist, versammeln sich aus all ihren Wohnorten immer wieder auch die vornehmsten Männer oder Abgeordneten des gesamten Oberengadins oder des hiesigen Hochgerichts (…) um nach altem Brauch über den Staa zu verhandeln und öffentliche Beschlüsse zu fassen. Dieser Ort mit zwei weiteren nicht weit auseinanderliegenden Häusern wird a las Agnas und sün Palüds, das heisst bei den Erlen und in den Sümpfen genannt.»
Das Wirtshaus der Siedlung diente als Sust, Ort militärischer Musterung und mit seinem Vorplatz vor allem als Versammlungsstätte der alle zwei Jahre stattfindenden Landsgemeinde des Oberengadins. Las Agnas war Gerichtsort für die Deputierten der Gemeinden des Hochgerichts. Das Wirtshaus bildete das eigentliche Zentrum des Oberengadin und wurde zum Ort, wo man sich traf. 1726 brannte es ab, wurde aber neu aufgebaut und diente als Vergnügungslokal mit Billard und Tanzsaal. Von 1816 an traf sich hier die L’intimité parfaite, die erste Freimaurerloge im Kanton Graubünden.
In Las Agnas bestand bis zum Ausbau der Albulastrasse 1865 eine Postablagestelle. Jeweils am Donnerstag brachte der Bote (il Pot) die Post von Chur und nahm die Sendungen aus dem Engadin mit. Wer Post erwartete oder abschicken wollte, musste also selbst nach Las Agnas fahren oder jemanden hinschicken, was zu einem regen Personenverkehr führte und Las Agnas zum Ort der Politik, der Geschäfte und des gesellschaftlichen Austausches machte.
Zu Beginn des 20. Jahrhunderts fand der Ort mit einem grösseren Bauernbetrieb als Marktplatz noch einmal Verwendung. 1929 wurden die Gebäude abgebrochen und die Siedlung aufgelöst.

## Varia
An Epiphanias (Dreikönigstag) trafen sich die Burschen und junge Frauen zum Bleigiessen und zum Tanz in Las Agnas.
Von 1996 bis 2006 erschien in Bever die zweisprachige kleine Zeitung Las Agnas, die mit redaktionellen Beiträgen über das Geschehen in der Gemeinde informierte und die Freude an der Zweisprachigkeit wecken wollte. Von Anfang an dabei war der langjährige Beverser Sekundarlehrer Pol Clo Nicolay.
Die vom 1. Januar 2012 bis 31. Dezember 2016 bestehende fusionierte Kirchgemeinde Bever - La Punt Chamues-ch trug den einheitsstiftenden Namen Las Agnas.